# Dubbel

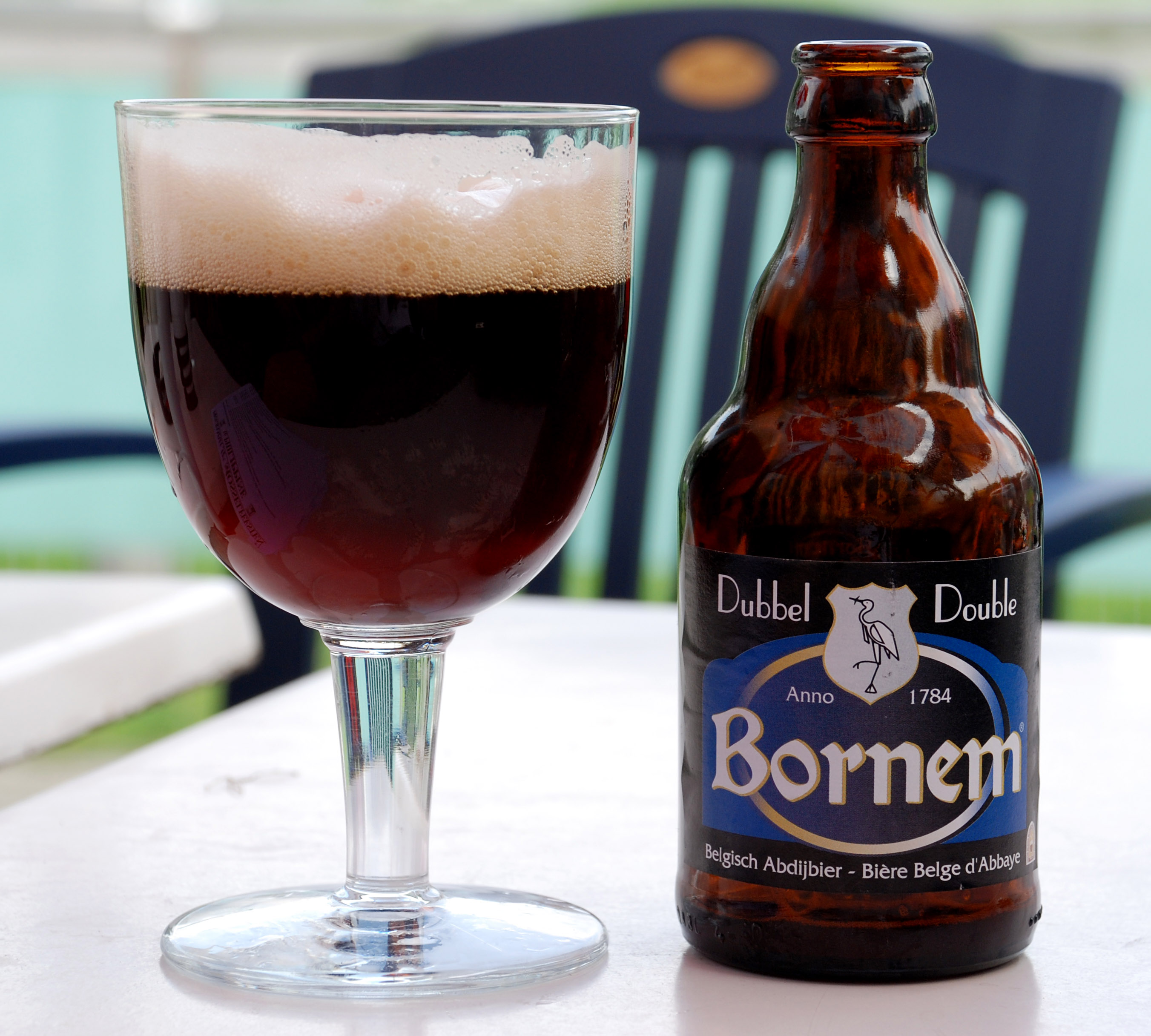
Cerveza Bornem Dubbel

Dubbel es la denominación de una cerveza trapista belga. El origen de la dubbel fue una cerveza producida en la abadía trapense de Westmalle en 1856. Desde el 10 de diciembre de 1836 dicha abadía ha producido una witbier que es bastante dulce y de baja graduación alcohólica para ser consumida por los padres. Sin embargo la nueva cerveza, fue una versión fuerte de una cerveza marrón. En 1926, se modificó la formulación haciéndola aún más fuerte. El registro escrito más antiguo de su venta por la abadía se remonta al 1 de junio de 1861. Luego de la Segunda Guerra Mundial, las cervezas de abadía se hicieron populares en Bélgica y el nombre "dubbel" fue utilizada con fines comerciales por varias cervecerías.
Westmalle Dubbel fue imitada por otras cervecerías, trapenses y seculares, belgas y en otros sitios del mundo, dando lugar al nacimiento de un estilo. En la actualidad las cervezas tipo Dubbel se caracterizan por ser relativamente fuertes (6%-8% ABV) brown ale, con un tono amargo suave, cuerpo razonablemente espeso, y un carácter pronunciadamente frutal y a cereal.
Chimay Red/Premiere, Koningshoeven/La Trappe Dubbel y Achel 8 Bruin son ejemplos de cervecerias trapenses. Affligem y Grimbergen son cervecerías de abadía belgas que producen dubbels.
Ommegang y la Abbey Ale de la New Belgium Brewing Company son ejemplos norteamericanos.